# Microdon katsurai
Microdon katsurai är en tvåvingeart som beskrevs av Maruyama och Hironaga 2004. Microdon katsurai ingår i släktet myrblomflugor, och familjen blomflugor. Inga underarter finns listade i Catalogue of Life.